# Luis Francisco Grando
Luis Francisco Grando hay đơn giản Chico (sinh 2 tháng 2 năm 1987 ở Pato Branco), là một cầu thủ bóng đá Brazil thi đấu cho câu lạc bộ Thổ Nhĩ Kỳ ở Süper Lig Antalyaspor với vị trí tiền vệ phòng ngự hoặc trung vệ. Anh cũng có thể chơi ở vị trí hậu vệ trái.
Anh ra mắt chuyên nghiệp với Atlético-PR trong trận thua 2-3 trên sân nhà trước Grêmio ở Campeonato Brasileiro ngày 12 tháng 11 năm 2006. Lưu trữ ngày 3 tháng 3 năm 2016 tại Wayback Machine
Anh ghi bàn thắng đầu tiên cho Atlético-PR trong trận hòa 3-3 trên sân khách trước Londrina tại Campeonato Paranaense ngày 1 tháng 2 năm 2007. Lưu trữ ngày 15 tháng 12 năm 2018 tại Wayback Machine

## Danh hiệu
Atlético Paranaense
- Campeonato Paranaense: 2009

Coritiba
- Campeonato Paranaense: 2013